# 정정한
정정한(1979년 2월 9일)은 대한민국의 배우이자 교수이다.
학력
- 세화여자고등학교 (졸업)
- 서강대학교 경영학 학사 (졸업)
- KAIST 경영대학원 석사 (졸업)
- 서강대학교 경영학 박사 (졸업)

드라마
- 2025년 MBC 금토 드라마 언더커버하이스쿨
- 2025년 tvN 토일 드라마 서초동
- 2025년 디즈니+ 조각도시

광고
- 2024년 삼성증권 프리미엄 자산관리서비스 S라운지
- 2025년 문화체육관광부 출산육아정책

서강대학교
1. ↑  정정한. “내러티브 메시지와 메시지 프레이밍이 지속가능 제품평가에 미치는 영향”. 《광고학 연구 제33권 제5호》.
2. ↑  정정한 (2022년 8월 15일). “친환경 제품 유형과 메시지 프레이밍 적합성이 제품 및 광고 태도에 미치는 영향”. 《광고학 연구 제33권 제6호》.